# Lista de navios atacados pelo submarino alemão U-46
O U-46 foi um submarino alemão do Tipo VIIB , pertencente a Kriegsmarine que atuou durante a Segunda Guerra Mundial. Comissionado em 2 de novembro de 1938, esteve em operações até 4 de Maio de 1945 quando foi afundado pela tripulação ao término da guerra.

## Navios atacados pelo U-46
- 20 navios afundados, num total de 85 792 GRT (Tonelagem de arqueação bruta)
- 2 navios de guerra auxiliares afundados, num total de 35 284 GRT
- 4 navios danificados, num total de 25 491 GRT
- 1 navio com perda total, totalizando 2 080 GRT [2]

| Data        | Comandante        | Nome da Embarcação          | Toneladas | Nacionalidade         | Comboio |  |
| ----------- | ----------------- | --------------------------- | --------- | --------------------- | ------- |  |
| 17 Out 1939 | Herbert Sohler    | SS City of Mandalay         | 7 028     | Reino Unido           | HG-3    |  |
| 21 Dez 1939 | Herbert Sohler    | SS Rudolf                   | 924       | Noruega               |         |  |
| 6 Jun 1940  | Engelbert Endrass | RMS Carinthia (1925)        | 20 277    | Reino Unido           |         |  |
| 9 Jun 1940  | Engelbert Endrass | SS Margareta                | 2 155     | Finlândia             |         |  |
| 11 Jun 1940 | Engelbert Endrass | MV Athelprince (danificado) | 8 782     | Reino Unido           | OG-33F  |  |
| 12 Jun 1940 | Engelbert Endrass | SS Barbara Marie            | 4 223     | Reino Unido           | SL-34   |  |
| 12 Jun 1940 | Engelbert Endrass | MV Willowbank               | 5 041     | Reino Unido           | SL-34   |  |
| 17 Jun 1940 | Engelbert Endrass | SS Elpis                    | 3 651     | Grécia                |         |  |
| 16 Ago 1940 | Engelbert Endrass | MV Alcinous (danificado)    | 6 189     | Países Baixos         | OB-197  |  |
| 20 Ago 1940 | Engelbert Endrass | SS Leonidas M. Valmas       | 2 080     | Grécia                |         |  |
| 27 Ago 1940 | Engelbert Endrass | RFA Fort Dunvegan (A-160)   | 15 007    | Royal Fleet Auxiliary | SL-43   |  |
| 31 Ago 1940 | Engelbert Endrass | SS Ville de Hasselt         | 7 461     | Bélgica               |         |  |
| 2 Set 1940  | Engelbert Endrass | SS Thornlea                 | 4 261     | Reino Unido           | OB-206  |  |
| 4 Set 1940  | Engelbert Endrass | SS Luimneach                | 1 074     | Irlanda               |         |  |
| 26 Set 1940 | Engelbert Endrass | SS Coast Wings              | 862       | Reino Unido           | OG-43   |  |
| 26 Set 1940 | Engelbert Endrass | SS Siljan                   | 3 058     | Suécia                |         |  |
| 18 Out 1940 | Engelbert Endrass | SS Beatus                   | 4 885     | Reino Unido           | SC-7    |  |
| 18 Out 1940 | Engelbert Endrass | SS Convallaria              | 1 996     | Suécia                | SC-7    |  |
| 18 Out 1940 | Engelbert Endrass | SS Gunborg                  | 1 572     | Suécia                | SC-7    |  |
| 19 Out 1940 | Engelbert Endrass | SS Ruperra                  | 4 548     | Reino Unido           | HX-79   |  |
| 20 Out 1940 | Engelbert Endrass | MV Janus                    | 9 965     | Suécia                | HX-79   |  |
| 29 Mar 1941 | Engelbert Endrass | SS Liguria                  | 1 751     | Suécia                | OB-302  |  |
| 31 Mar 1941 | Engelbert Endrass | MV Castor                   | 8 714     | Suécia                |         |  |
| 2 Abr 1941  | Engelbert Endrass | MV British Reliance         | 7 000     | Reino Unido           | SC-26   |  |
| 3 Abr 1941  | Engelbert Endrass | SS Alderpool (danificado)   | 4 313     | Reino Unido           | SC-26   |  |
| 8 Jun 1941  | Engelbert Endrass | MV Ensis (danificado)       | 6 207     | Reino Unido           |         |  |
| 9 Jun 1941  | Engelbert Endrass | SS Phidias                  | 5 623     | Reino Unido           | OB-330  |  |
| Total       | Total             | Total                       | 148 647 t |                       |         |  |

SS (steam ship) - navio a vapor 

MV (motor vessel) - navio a motor 

RMS (Royal Mail Ship ou Royal Mail steamer) - navio ou vapor do Correio Real, usado em navios mercantes britânicos contratados pela Royal Mail (companhia postal nacional do Reino Unido) para transportarem correio  

RFA (Royal Fleet Auxiliary) - a Frota Real Auxiliar é uma frota naval civil a serviço do Ministério da Defesa do Reino Unido